# Rieterpark

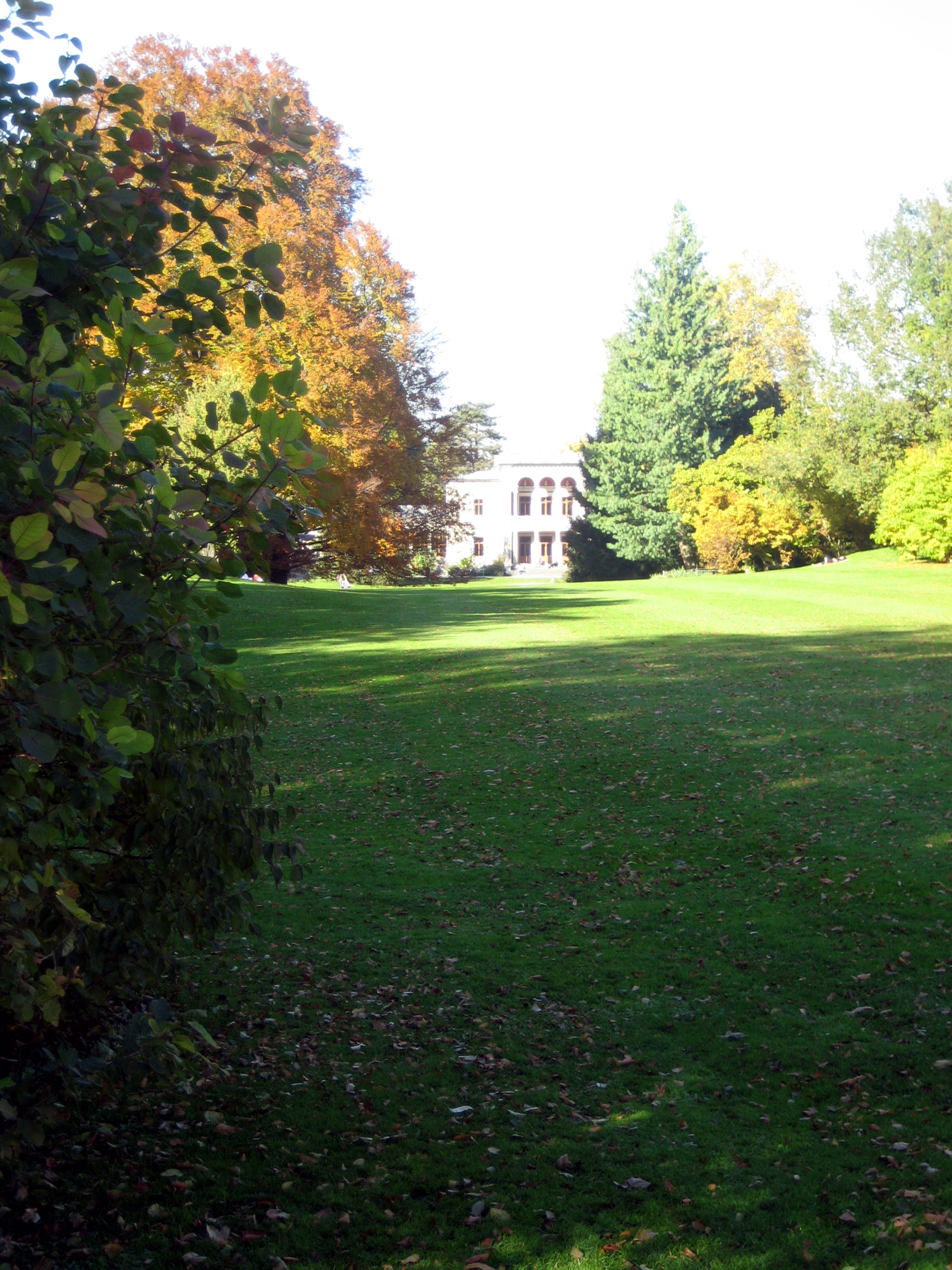
Blick durch den Park nach Norden

Der Rieterpark ist die zur Villa Wesendonck gehörende 1855 angelegte Parkanlage im Quartier Enge in Zürich, die sich zuerst im Besitz der Familie Wesendonck befand und später der Familie Rieter gehörte. Der Park ist der grösste weitgehend original erhaltene Landschaftspark des 19. Jahrhunderts in der Stadt Zürich und heute ein öffentlicher Park.

## Geschichte

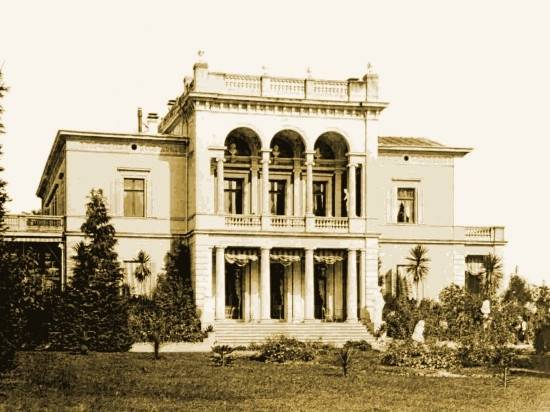
Die Villa Wesendonck

### Familie Wesendonck (1855 bis 1871)
Mitte des 19. Jahrhunderts kaufte der deutsche Kaufmann Otto Wesendonck ein grosses Stück Land auf dem «Gabler», einem Hügel in der damals noch selbständigen Gemeinde Enge bei Zürich. Durch den bekannten Architekten Leonhard Zeugheer liess er ein Herrenhaus, die Villa Wesendonck und durch den Kunstgärtner Theodor Froebel die dazugehörende Parkanlage entwerfen. Diese Anlage bezog er anschliessend zusammen mit seiner Frau Mathilde.
Als grosse Kunstförderer gewährten die Wesendoncks ab 1849 Richard Wagner ihre Gastfreundschaft. Wagner musste Deutschland wegen seiner Teilnahme an der liberalen Märzrevolution verlassen. Er durfte in einem extra für ihn hergerichteten Haus gegenüber der Villa Wesendonck leben. Dieses bescheidene Fachwerkhaus aus dem Jahre 1850 hatte Otto Wesendonck zu einem überhöhten Preis gekauft, um die Pläne des Nervenarztes Ludwig Binswanger zu verhindern, der das Gebäude 1856 gekauft hatte, um dort eine Psychiatrische Klinik einzurichten.
Mathilde Wesendonck wurde Wagners Geliebte und Wagner schrieb deshalb in Zürich auch seine Wesendonck-Lieder. 1858 beendete Wagner sowohl die Affäre mit Mathilde Wesendonck als auch die Ehe mit seiner Frau Minna und flüchtete aus Zürich. 1871 verkauften die Wesendoncks schliesslich die von ihnen geschaffene, mittlerweile «der grüne Hügel» genannte Anlage und reisten zurück nach Deutschland.

### Familie Rieter (1871 bis 1945)
1871 kaufte die Industriellenfamilie Rieter aus Winterthur das gesamte Anwesen. Die Anlage wurde um die Park-Villa Rieter erweitert. Nach dem Tod von Adolf Rieter-Rothpletz (1882) liess sein Sohn Fritz Rieter-Bodmer das alte Fachwerkhaus durch den Architekten Alfred Friedrich Bluntschli zur Villa Schönberg aus- und umbauen, damit seine verwitwete Schwiegermutter Henriette Elisabeth Bodmer-Pestalozzi dort wohnen konnte. Gleichzeitig baute Bluntschli, der später auch die nahe gelegene Kirche Enge entwarf, die Villa Rieter. Bertha Rieter-Bodmer beherbergte dort den letzten deutschen Kaiser Wilhelm II. bei seinem Staatsbesuch im September 1912 einige Tage als Gast.
Ebenfalls im Auftrag von Fritz Rieter wurde 1887 das Ökonomiegebäude und die Orangerie durch Adolf Brunner erstellt. Die Familie Rieter war schliesslich auch die Namensgeberin für den heutigen Rieterpark und Rietberg. 

### Stadt Zürich (1945 bis heute)
1945 kaufte die Stadt Zürich nach einer Volksabstimmung den 68'000 m² grossen Rieterpark und die Villa Wesendonck für 2,9 Millionen Franken von der Familie Rieter. Die Villa Schönberg verblieb noch bis 1970 im Besitz der Familie. Erstmals war nun dieser Park für die Öffentlichkeit zugänglich.
Durch einen Volksbeschluss im Jahre 1949 wurde der Umbau der Villa Wesendonck und deren Nutzung als Museum für aussereuropäische Kultur festgelegt. Grundstein bildete die Schenkung des Baron Eduard von der Heydt an die Stadt Zürich, die seit der Eröffnung des Museum Rietberg ab 1952 (und ab 2007 mit einem neuen Erweiterungsbau) der Öffentlichkeit präsentiert wird.
Als die Erbengemeinschaft der Familie Rieter 1970 die Villa Schönberg verkaufte und diese vom Abbruch bedroht war, kaufte sie die Stadt Zürich 1976 und stellte das gesamte Ensemble (Rieterpark, Villa Wesendonck, Villa Rieter und Villa Schönberg) unter Denkmalschutz. 1978 wurde ein Teil des Museums Rietberg in der Villa Schönberg eröffnet.

## Parkanlage
Die Parkanlage ist nach Süden hin ausgerichtet und steigt von der Villa her sanft an. Bei schönem Wetter ist so eine Aussicht bis zu den Glarner Alpen möglich. Am 26. Dezember 1999 wurden Teile des Rieterparks durch den Orkan Lothar stark beschädigt.

## Kunstwerke im Park

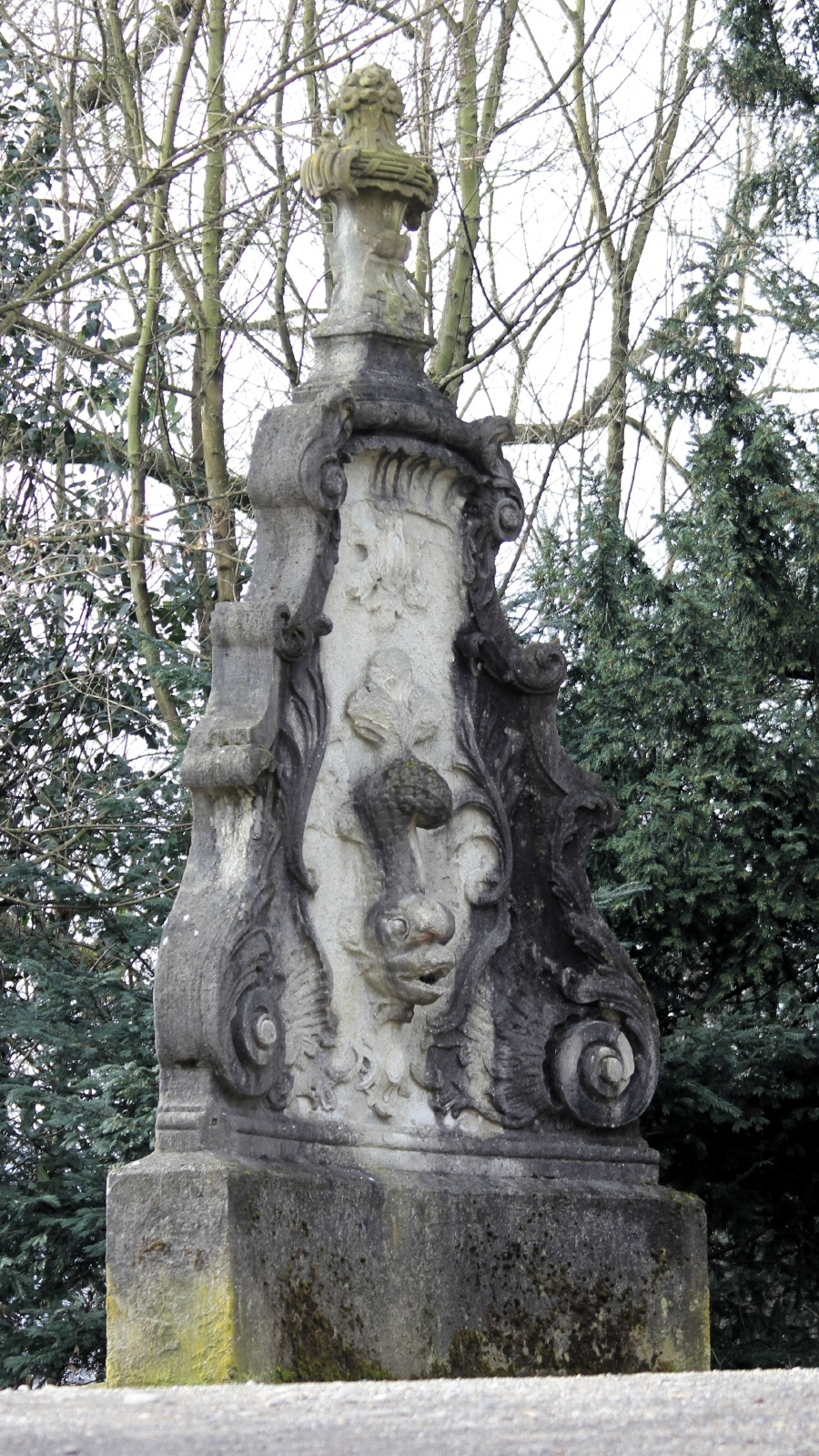
Delphinbrunnen 1770
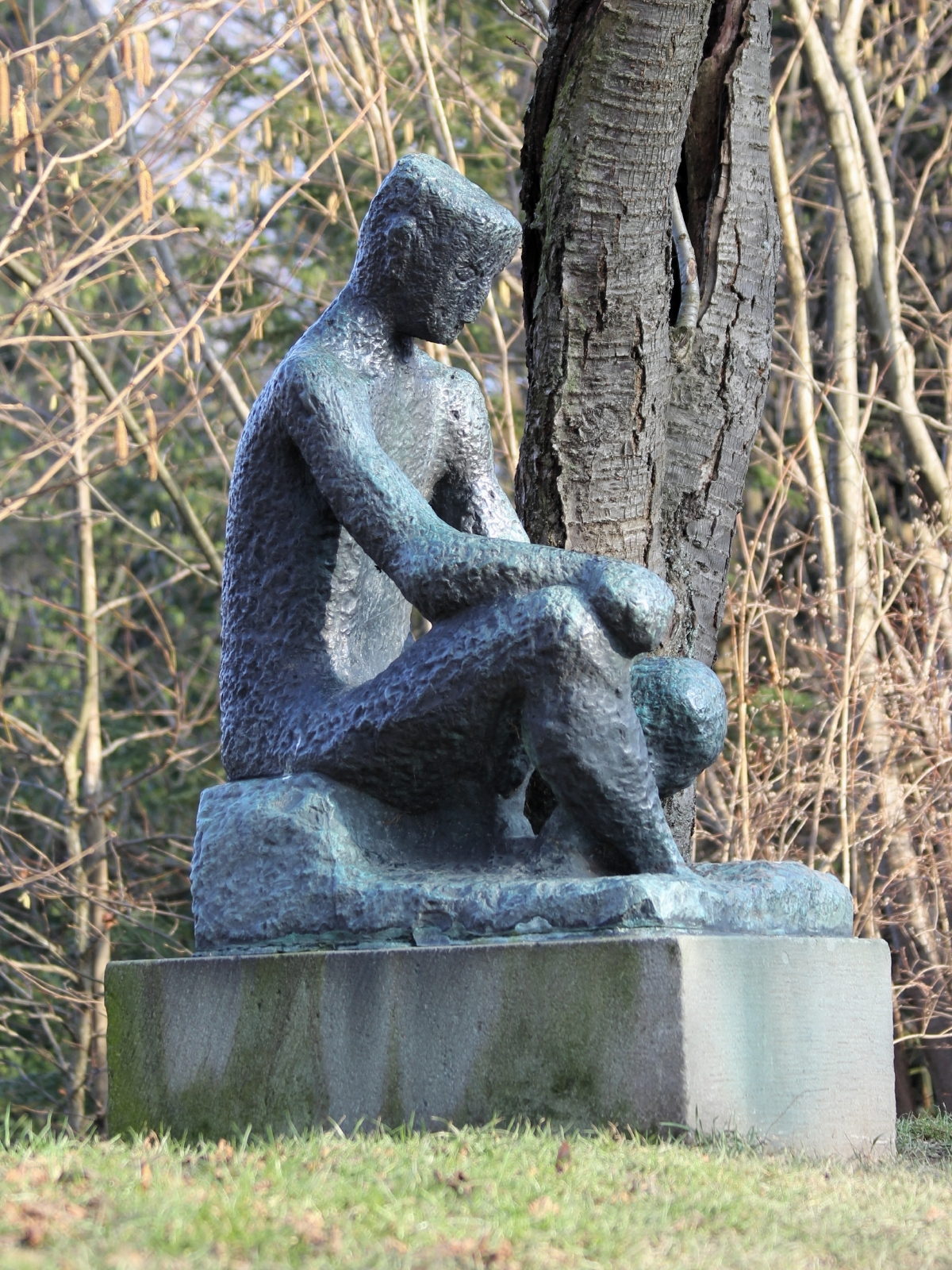
Denker Bronze Künstler unbekannt
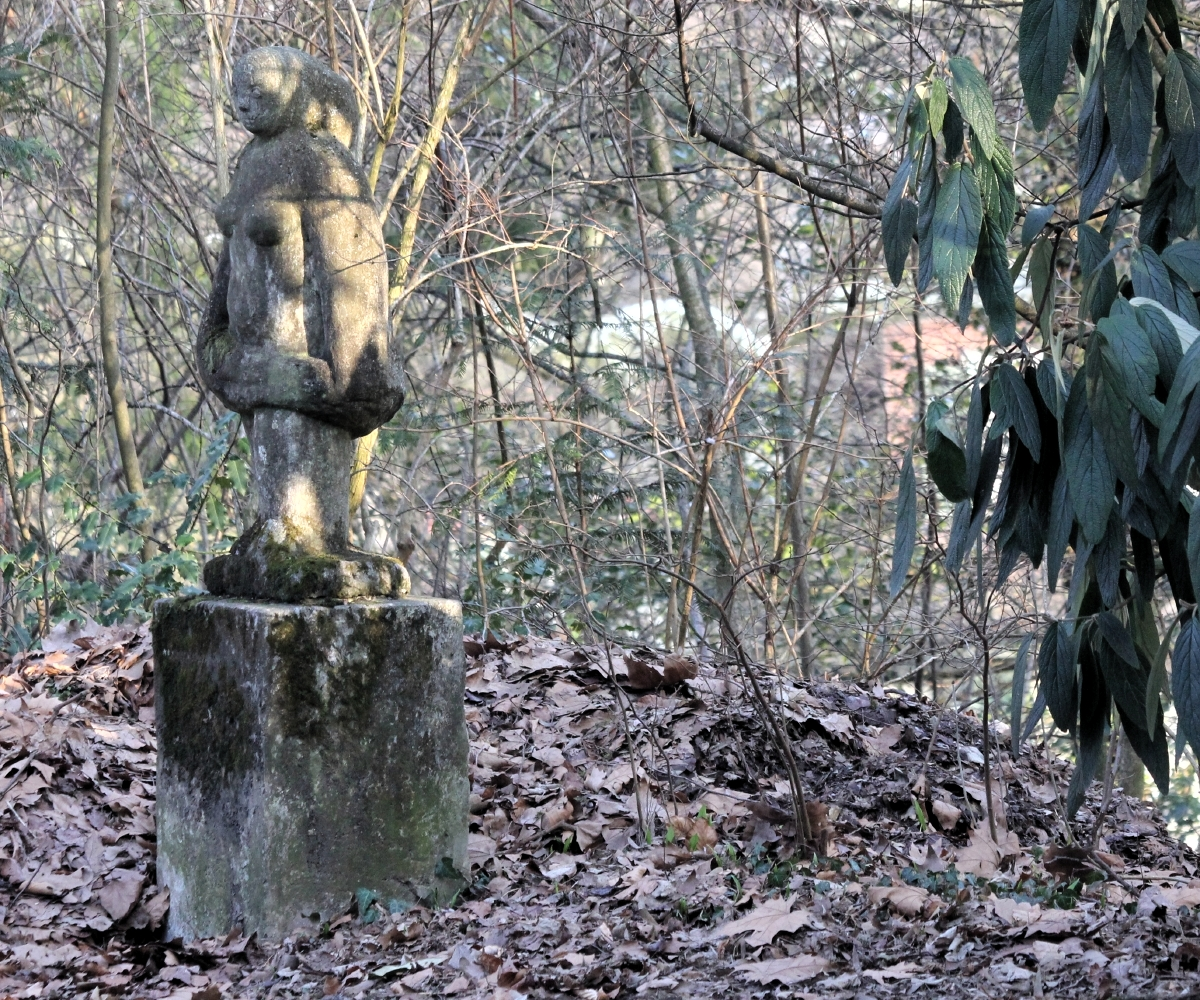
Frau mit Schwimmgurt
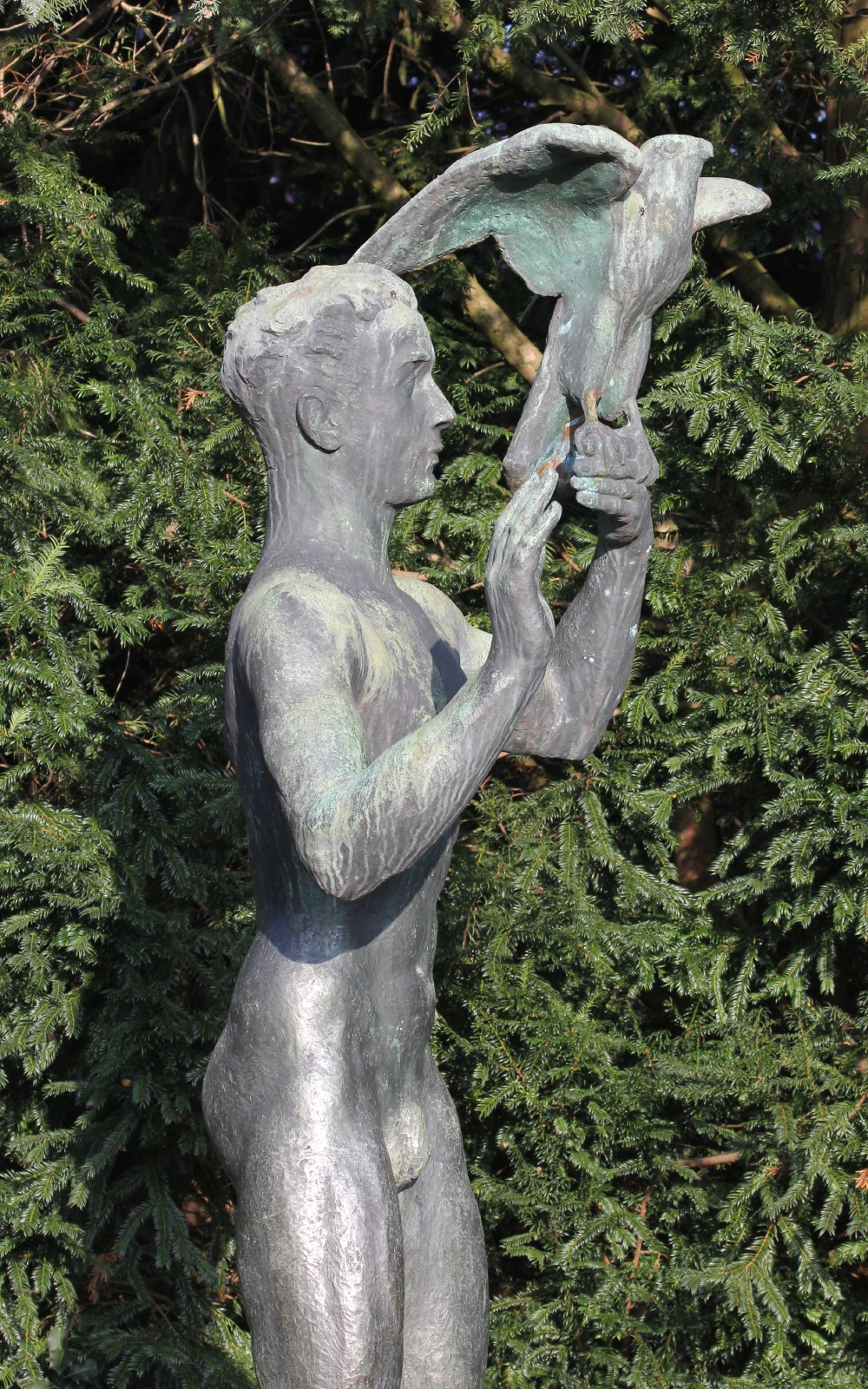
Jüngling mit Habicht Bronze, 220 cm Werner Friedrich Kunz (1934)
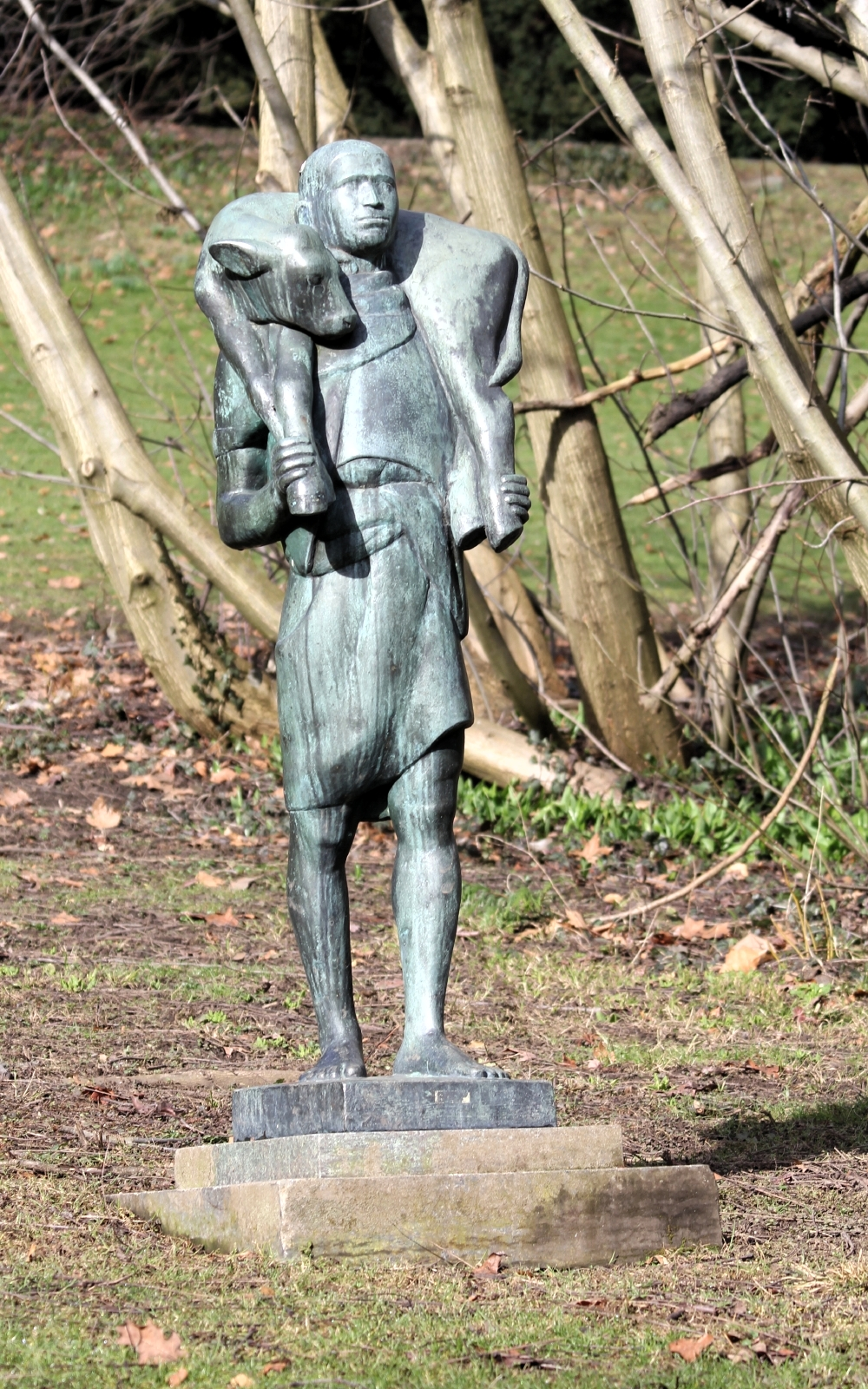
Hirte Bronze, 102 cm Alice Boner
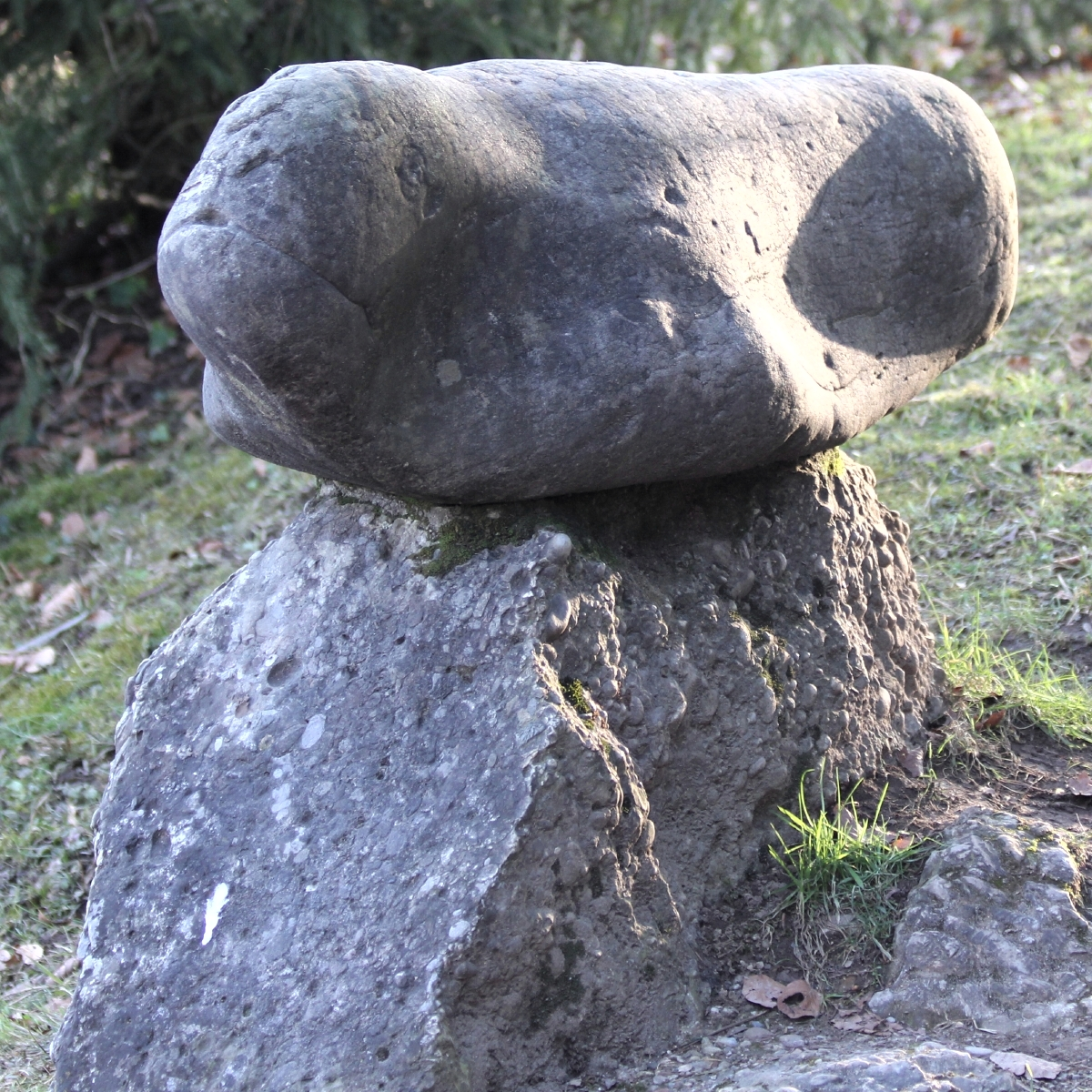
Objet trouvé Fundumstände und Datierung unbekannt
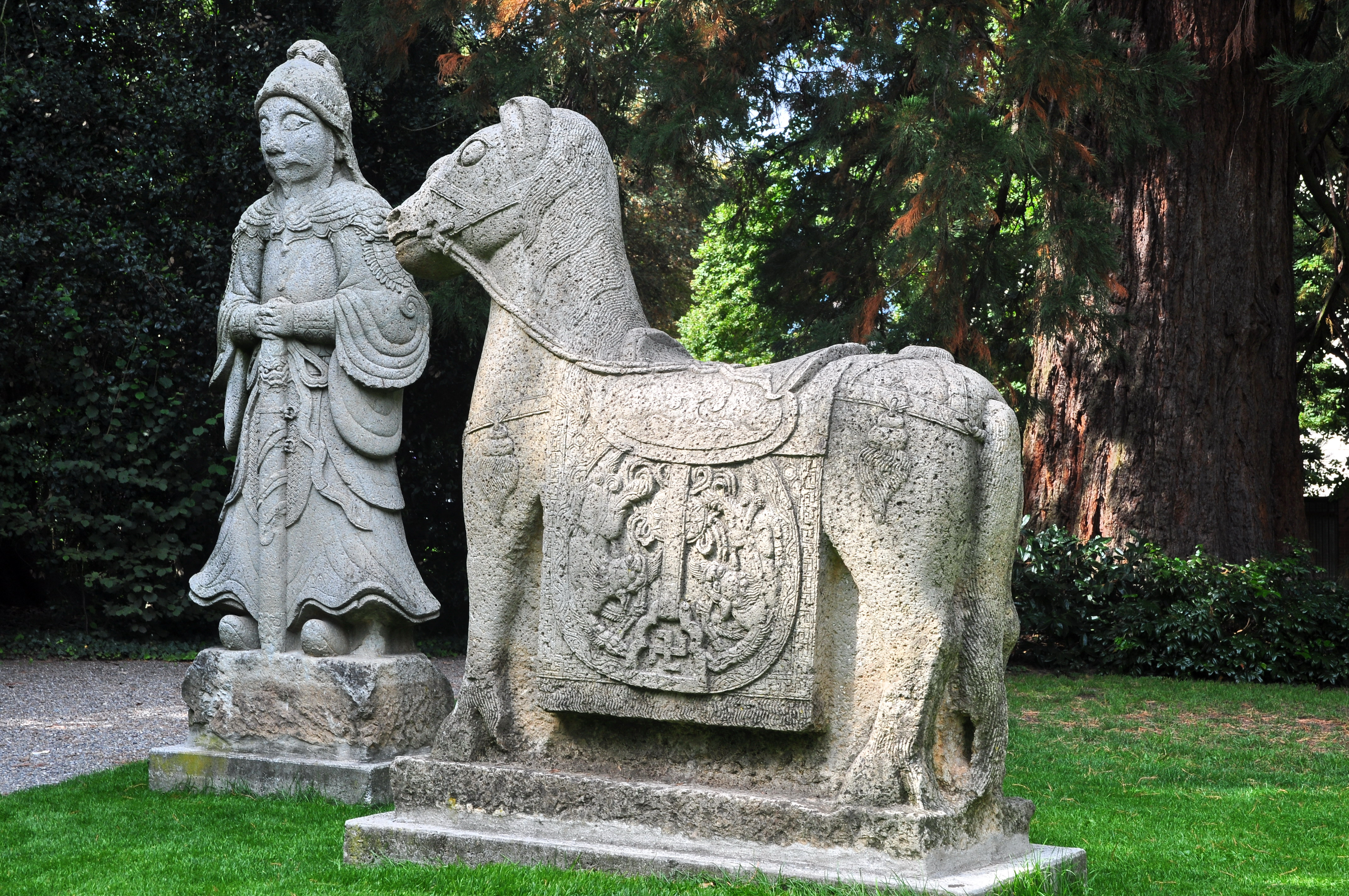
Wächter mit Pferd Ming-Dynastie, 15. Jh. Südchina
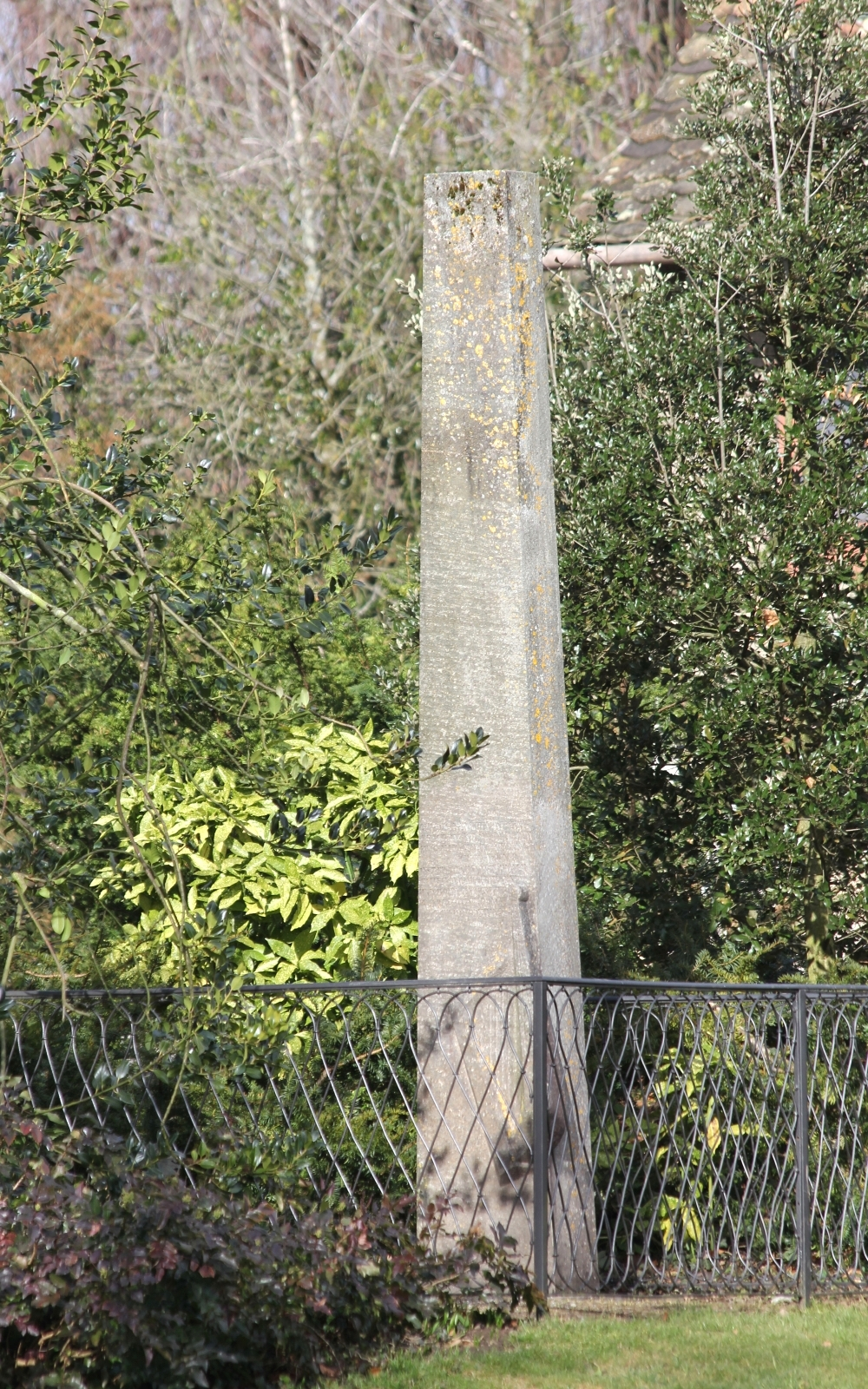
Wagnerstele 1954
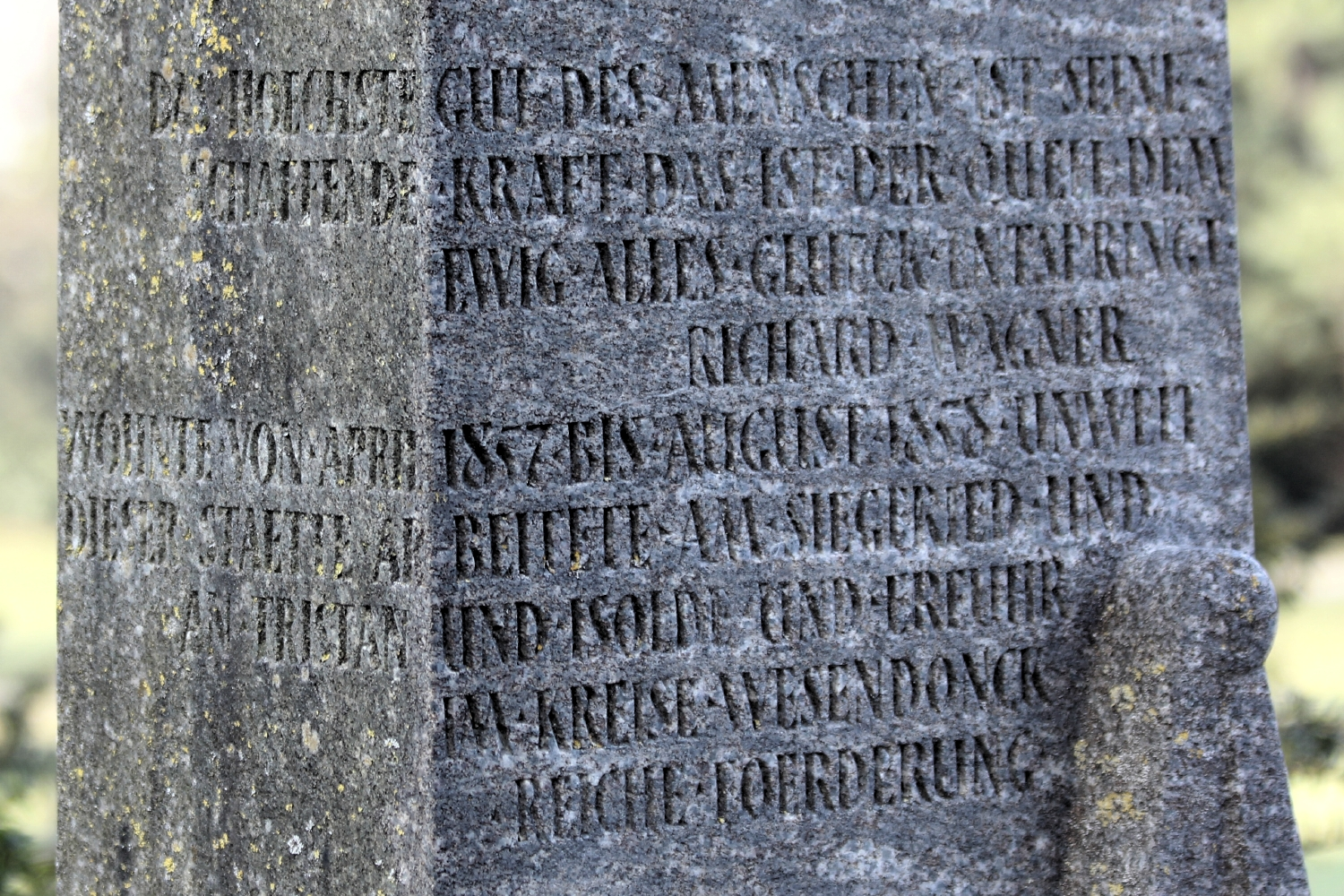
Wagnerstele 1954 (Detail)
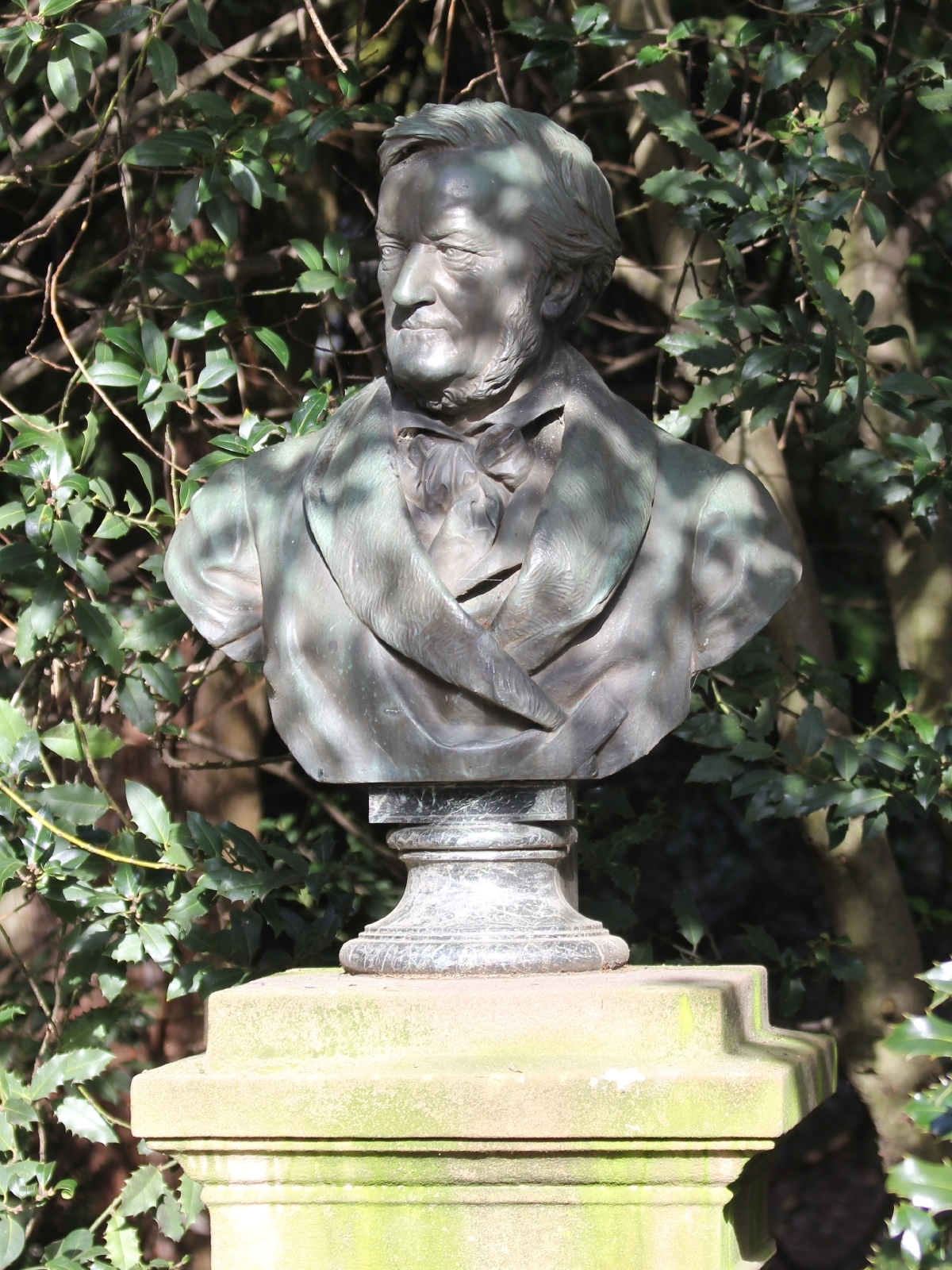
Wagnerbüste Bronze, 1885 Fritz Schaper
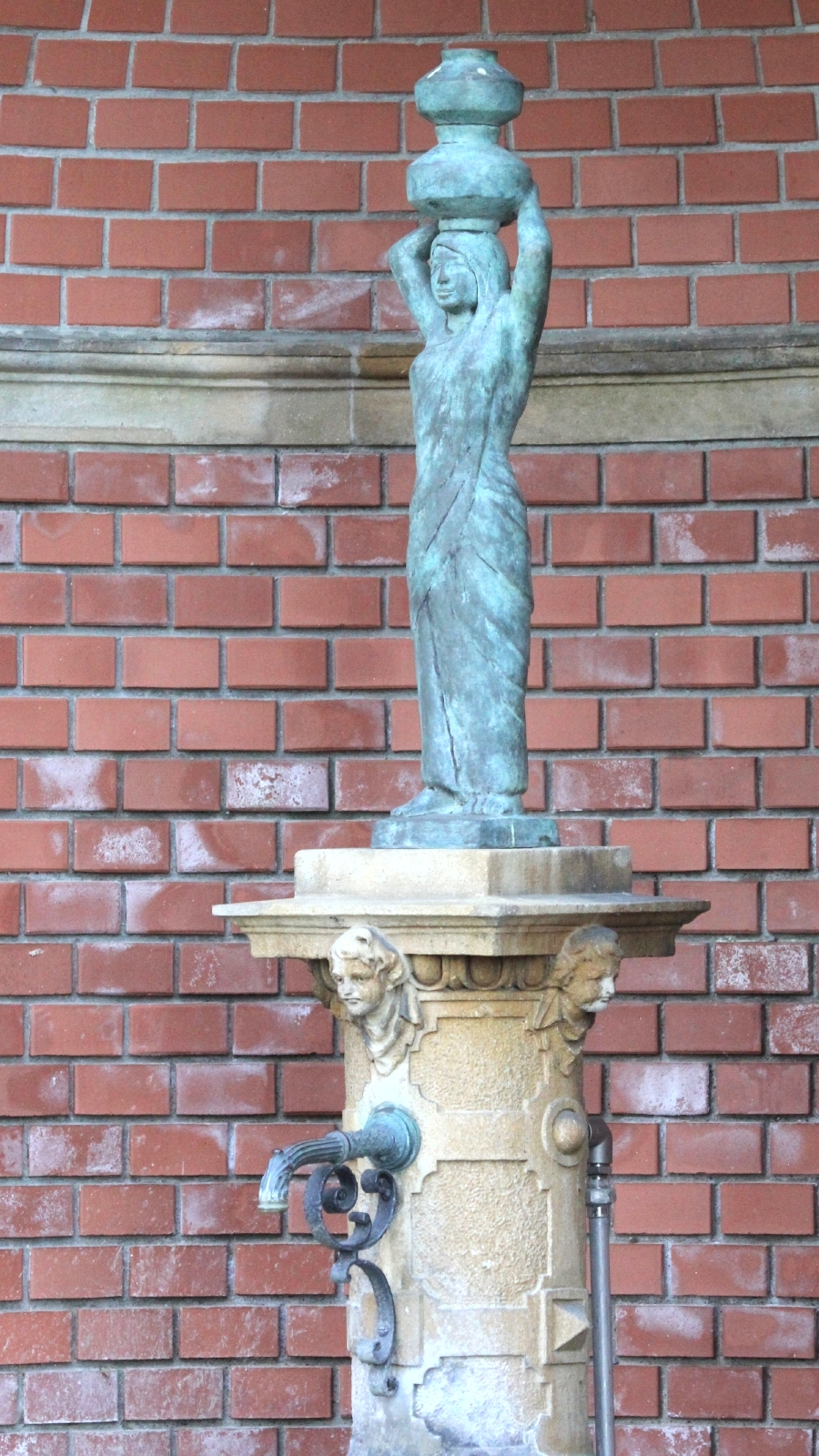
Wasserträgerin Bronze, 62 cm Alice Boner